# 凱薩賽聖母

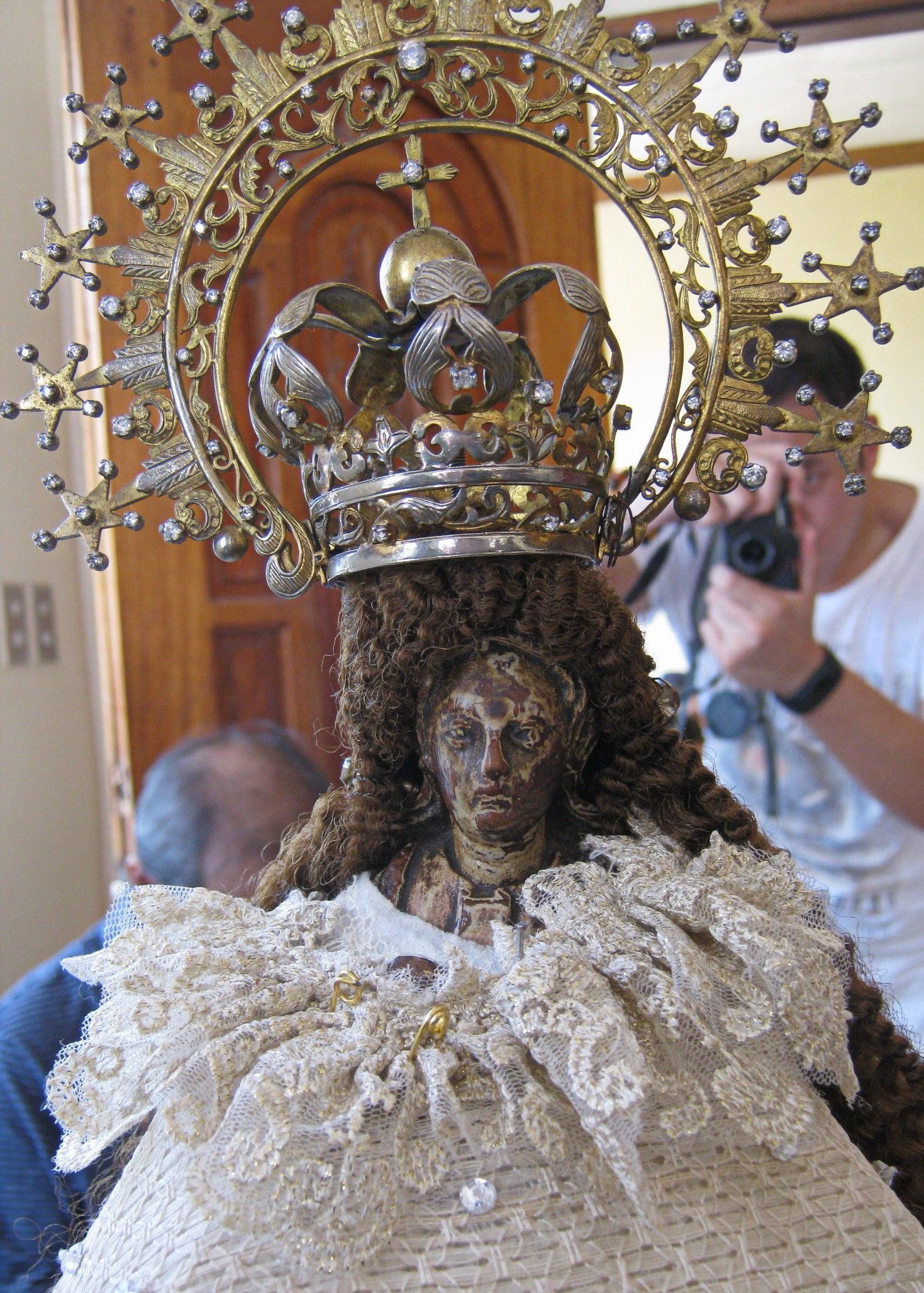
凱薩賽聖母態像

凱薩賽聖母（西班牙語：Nuestra Señora de Caysasay）是羅馬天主教一個對於聖母瑪莉亞的稱號以及一個位於菲律賓八打雁省塔爾的總教區凱薩賽聖母聖殿中的聖母態像的稱呼。該聖像也以在當地華人社群中與媽祖信仰綜攝而聞名。
該聖像的原型是一尊木刻的聖母無染原罪態像，原在1603年被當地漁民捕魚時自水中網起，被當地神父判斷可能是經過的船隻在暴風雨中為求平安而丟入海中的。據傳之後多有奇蹟發生於其上而獲得當地天主教徒敬仰，並為之加上華麗的罩袍以及皇冠。之後於十二月八號由教宗庇護十二世給予該聖像的相關奇蹟的官方承認。而使得這稱號成為天主教對聖母瑪利亞的頭銜之一。